# Sphallotrichus sculpticolle
Sphallotrichus sculpticolle là một loài bọ cánh cứng trong họ Cerambycidae.